# پروفایلو
پروفایلو (انگلیسی: Profilo) شرکت لوازم خانگی ترک است، که در سال ۱۹۷۷ تأسیس شد.